# مدرسة باتيالا للمكفوفين
مدرسة باتيالا للمكفوفين هي مدرسة خاصة للأطفال المكفوفين تقع في مدينة باتيالا بولاية بنجاب الهندية. أُنشئت المدرسة عام 1967 من قبل جمعية رعاية المعاقين.
لا تفرض المدرسة أي رسوم دراسية على الطلاب، وتخدم الفئة العمرية من ما قبل الروضة وحتى الصف الثاني عشر. وتضم المدرسة ومدرسة باتيالا للصم معاً نحو 200 طفل، من بينهم 140 من الصم و60 من المكفوفين. كما توفر المدرسة سكناً داخليًا مجانيًا، حيث يقيم حاليًا نحو 180 طالبًا، بالإضافة إلى تقديم الزي المدرسي والقرطاسية والوجبات مجانًا.